# Nostalgia (storia a fumetti)
Nostalgia è la ventisettesima storia a fumetti di Valentina, celebre personaggio creato da Guido Crepax. Racconta l'inizio della relazione tra Valentina e Bruno, personaggio introdotto anni prima nella storia Pietro Giacomo Rogeri.

## Trama
La storia narra l'incontro tra Valentina e Bruno dopo sette anni. Lui, violoncellista, la invita a un concerto dove un trio di Schubert risveglia in lei i ricordi di suo padre. Spinta dal desiderio di rivederlo, Valentina cerca Bruno a Bergamo (dove insegna al liceo musicale) con una scusa lavorativa, sentendosi poi sciocca per la sua insistenza, data la loro differenza di età di undici anni. Nonostante ciò, Bruno la ricontatta e si incontrano. Dopo un pranzo, Bruno la invita a casa sua. La musica di Schubert riemerge, evocando in Valentina pensieri sul padre, su Philip (il suo partner) e sul figlio Mattia. Alla fine dell'incontro si scambiano un bacio.
Tornata da Philip, Valentina è tormentata dai dubbi, ma la tentazione la porta a un nuovo incontro con Bruno. Qui, l'intimità fisica si mescola a fantasie oscure di Valentina. Si danno un altro appuntamento, iniziando giochi erotici pur rimanendo Valentina in conflitto su come gestire la situazione con Philip. La relazione si conclude quando Bruno annuncia la sua partenza per la Germania. Valentina, sollevata, gli dice di non essere pentita ma gli chiede di non richiamarla, chiudendo così un capitolo intenso e contraddittorio.

## Personaggi

### Valentina Rosselli
Fotografa milanese, in questa vicenda inizia ad avere una relazione con Bruno, un giovane violoncellista. Nonostante non sia la prima relazione che Valentina ha oltre a quella con Philip (nei primi episodi della serie ha frequentato Arno Treves, rivedendolo per l'ultima volta in Caduta angeli), questa volta è tormentata dai sensi di colpa a causa della differenza di età con Bruno e del fatto che Philip è all'oscuro di tutto.

### Bruno
Giovane violoncellista conosciuto da Valentina sette anni prima, ha una breve relazione con lei. Il rapporto si interrompe improvvisamente a causa di un corso di perfezionamento che lo porta a trasferirsi in Germania. I due si incontreranno ancora qualche anno dopo, nella storia Andante.

## Pubblicazioni
- linus giugno/settembre 1980[1][2][3][4]
- Milano Libri (Valentina sola) novembre 1981
- RCS (Volume 9) 2007
- Salani (Relazioni pericolose) 2010
- Mondadori (Volume 24) 2015